# Kuchitska Wolja
Kuchitska Wolja (ukrainisch Кухітська Воля; russisch Кухотская Воля/Kuchotskaja Wolja, polnisch Kuchecka Wola) ist ein Dorf in der Westukraine etwa 35 Kilometer südwestlich des ehemaligen Rajonshauptortes Saritschne und 123 Kilometer nördlich der Oblasthauptstadt Riwne am Fluss Wesselucha (Веселуха) gelegen.
Am 12. Juni 2020 wurde das Dorf ein Teil neu gegründeten Siedlungsgemeinde Saritschne, bis dahin bildete es zusammen mit den Dörfern Ostriwsk (Острівськ) und Schdan (Ждань) die Landratsgemeinde Kuchitska Wolja (Кухітсько-Вільська сільська рада/Kuchitsko-Wilska silska rada) im Südwesten des Rajons Saritschne.
Am 17. Juli 2020 wurde der Ort ein Teil des neugegründeten Rajons Warasch.

## Geschichte
Der Ort wird 1789 zum ersten Mal schriftlich erwähnt und gehörte dann bis 1793 in der Woiwodschaft Wolhynien zur Adelsrepublik Polen-Litauen. Mit den Teilungen Polens fiel der Ort an das spätere Russische Reich und lag bis zum Ende des Ersten Weltkriegs im Gouvernement Minsk.
Nach dem Ersten Weltkrieg kam der Ort zu Polen (als Hauptort der Gmina Kuchecka Wola in die Woiwodschaft Polesien, Powiat Pińsk), im Zweiten Weltkrieg wurde er zwischen 1939 und 1941 von der Sowjetunion besetzt. Nach dem Überfall auf die Sowjetunion im Juni 1941 wurde er dann bis 1944 von Deutschland besetzt, dies gliederte den Ort in das Reichskommissariat Ukraine in den Generalbezirk Brest-Litowsk/Wolhynien-Podolien, Kreisgebiet Pinsk.
Nach dem Krieg wurde der Ort der Sowjetunion zugeschlagen. Dort kam das Dorf zur Ukrainischen SSR und ist seit 1991 ein Teil der heutigen Ukraine.